# The Gamekeeper (Stargate SG-1)
The Gamekeeper (El Guardián en Hispanoamérica, El Guarda en España) es el cuarto  episodio de la segunda temporada de la serie de televisión de ciencia ficción Stargate SG-1. Corresponde al vigésimo sexto episodio de toda la serie.

## Trama
El SG-1 se encuentra visitando un mundo con un hermoso jardín, cuando de repente descubren a decenas de personas atadas a unas máquinas. Sin previo aviso, algunas de estas máquinas capturan al equipo.
O'Neill y Teal'c se despiertan luego en un área boscosa, donde repentinamente llegan varios soldados, entre ellos Charles Kawalsky (muerto hace un año). Jack lo recuerda entonces. Era una misión encubierta, donde uno de sus amigos murió, hace años. Sin embargo los soldados actúan como si Teal'c fuera uno de ellos y lo llaman "Thomas". Piensan que pueden haber viajado en el tiempo, para cambiar lo ocurrido. Pero todo sale mal otra vez y de repente la misión comienza de nuevo. Esto se repite varias veces y O'Neill no puede cambiar el resultado.
Mientras tanto, Daniel y Carter se encuentran en el museo, donde Jackson dice que murieron sus padres. Intentan cambiar el hecho, pero también fallan.
Luego O'Neill y Teal'c son visitados por un extraño hombre llamado "El Guardián", que dice que él les ofreció la posibilidad de cambiar el pasado (solamente en una simulación). Él también visita luego a Daniel y a Carter y les dice lo mismo. Sin embargo todos los miembros del SG-1 deciden no seguir el juego. Por esto "El Guardián" junta al equipo y les dice que hace a 1000 años ocurrió un desastre químico que contaminó su mundo. Debido a esto la civilización entera entró en éxtasis y ahora desean más panoramas para su mundo virtual. Debido a que "El Guardián" no puede entrar al cerebro de Teal'c y de Carter (los Jaffa aparentemente son inmunes al proceso y el cerebro Carter fue alterado por la Tok'ra Jolinar), los deja participar en las simulaciones de sus amigos.
Cuando los otros residentes del mundo virtual oyen que el mundo exterior se ha recuperado, reaccionan. Sin embargo "El Guardián", entonces los envía lejos y finalmente deja al SG-1 libre. El equipo entonces vuelve a la Tierra, donde hablan con el general Hammond. No obstante el General les pide conseguir más información sobre este mundo virtual, volviendo a las máquinas otra vez. El SG-1 concluye que todavía están en la RV y entonces el general ordena arrestarlos. En la celda son visitados por Kawalsky que les dice que permanezcan simplemente en la RV. Pero el equipo logra escapar y se encuentran con los residentes, quienes les preguntan acerca del mundo exterior. Ellos les dicen que existe ahora un jardín hermoso afuera. Luego, persiguen al "Guardián", disfrazado como Hammond y de pronto, ellos se hallan liberados de la máquinas, esta vez de verdad. Después capturan al "Guardián" y exigen saber porqué él no dejó salir a la gente. Les dice que temía que repitieran los errores del pasado, y volvieran a destruir su mundo. Pronto, el resto de los residentes abandonan la RV y comienzan a pasear a través del jardín, recogiendo flores, a pesar del disgusto del "Guardián". Prometiendo volver y ayudar a los residentes a comenzar nuevas vidas, el SG-1 regresa a la Tierra.

## Artistas invitados
- Dwight Schultz como El Guardián.
- Teryl Rothery como la doctora Janet Fraiser.
- Michael Rogers como el coronel John Michaels.
- Lisa Bunting como Claire Jackson.
- Robert Duncan como Melburn Jackson.
- Jay Acovone como el capitán Charles Kawalsky.